# Bodsgård
Bodsgård är kyrkbyn i Gärdserums socken i Åtvidabergs kommun i Östergötlands län. Byn ligger sydväst om Båtsjön.
I byn ligger Gärdserums kyrka.